# Ordre de Vittorio Veneto

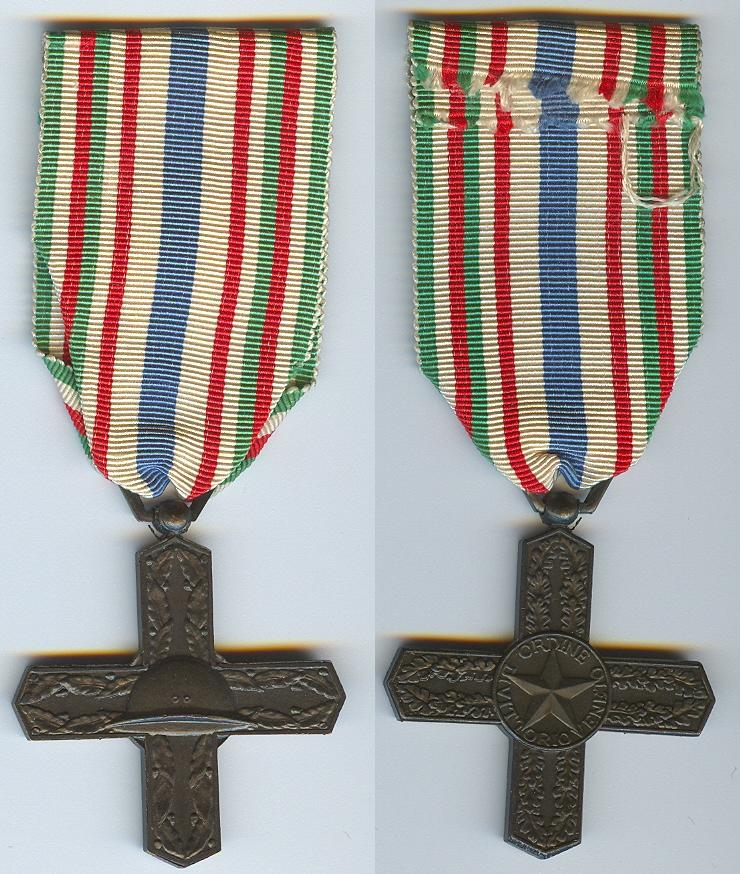
La médaille de l'Ordre de Vittorio Veneto

L'Ordre de Vittorio Veneto est une institution de la République italienne dépendant de la présidence de la République. Il doit son nom à la ville de Vittorio Veneto qui fut le lieu d'une importante bataille durant la Première Guerre mondiale.

## Historique
L'Ordre a été créé par la loi no 263 du 18 mars 1968 pour « exprimer la gratitude de la Nation » à ceux qui ont combattu au moins six mois durant la Première Guerre mondiale ou les conflits précédents. Le chef de l'ordre est le président de la République italienne, avec un général de corps d'armée qui en préside le conseil.
L'ordre doit son nom à la ville de Vittorio Veneto en Vénétie, qui fut l'endroit de la bataille de Vittorio Veneto, du 24 octobre au 3 novembre 1918, ayant opposé les forces italiennes, françaises et britanniques à l'Empire austro-hongrois, avec une victoire décisive pour les forces italiennes.

## La décoration
La décoration est attribuée aux combattants de la Première Guerre mondiale et des précédentes guerres, décorés de la croix du mérite de guerre et qui sont dans la situation d'obtenir cette médaille supplémentaire (pleine jouissance des droits civils). Elle est décernée sur proposition du ministre de la Défense.
L'Ordre de Vittorio Veneto comprend une classe unique de Chevalier (Cavaliere en italien).
De plus, les récipiendaires de l'Ordre se voient attribuer une pension annuelle, non reversable, de 60 000 lires.

## La médaille
La médaille pour le titre de chevalier consiste en une croix droite grecque, sculptée et surmontée en son centre d'un écusson en forme d'étoile à cinq branches. La croix est portée par un ruban de tissu aux couleurs de l'Italie et d'une bande bleue centrale.

## Quelques célèbresCavalierede l'Ordre
- Lazare Ponticelli, vétéran franco-italien.
- Delfino Borroni, vétéran italien.
- Francesco Chiarello, vétéran italien.
- Pietro Micheletti, vétéran italien.
- Santorsola Vincenzo, vétéran italien
- Greco Antonio, vétéran italien
- Andrea Di Bella, vétéran sicilien